# San Miguel de Corneja
San Miguel de Corneja ist eine nordspanische Gemeinde (municipio) in der Provinz Ávila in der Autonomen Gemeinschaft Kastilien-León.

## Lage
San Miguel de Corneja liegt in einer fruchtbaren Talsenke oberhalb des Río Corneja in der Sierra de Gredos knapp 57 Kilometer (Fahrtstrecke) südwestlich der Provinzhauptstadt Ávila; die Stadt Salamanca ist knapp 80 Kilometer in nordwestlicher Richtung entfernt. Der sehenswerte Nachbarort Piedrahíta liegt nur etwa fünf Kilometer westlich.

## Bevölkerungsentwicklung
| Jahr      | 1991 | 2001 | 2006 | 2018 |
| Einwohner | 131  | 102  | 94   | 55   |

Im 19. und in der ersten Hälfte des 20. Jahrhunderts lag die Einwohnerzahl beständig über 300 Personen.

## Wirtschaft
Die Landwirtschaft, vor allem die Viehzucht, spielt traditionell die größte Rolle im Wirtschaftsleben der kleinen Berggemeinde. Einnahmen aus dem Tourismus in Form der Vermietung von Ferienwohnungen (casas rurales) sind in den letzten Jahrzehnten hinzugekommen.

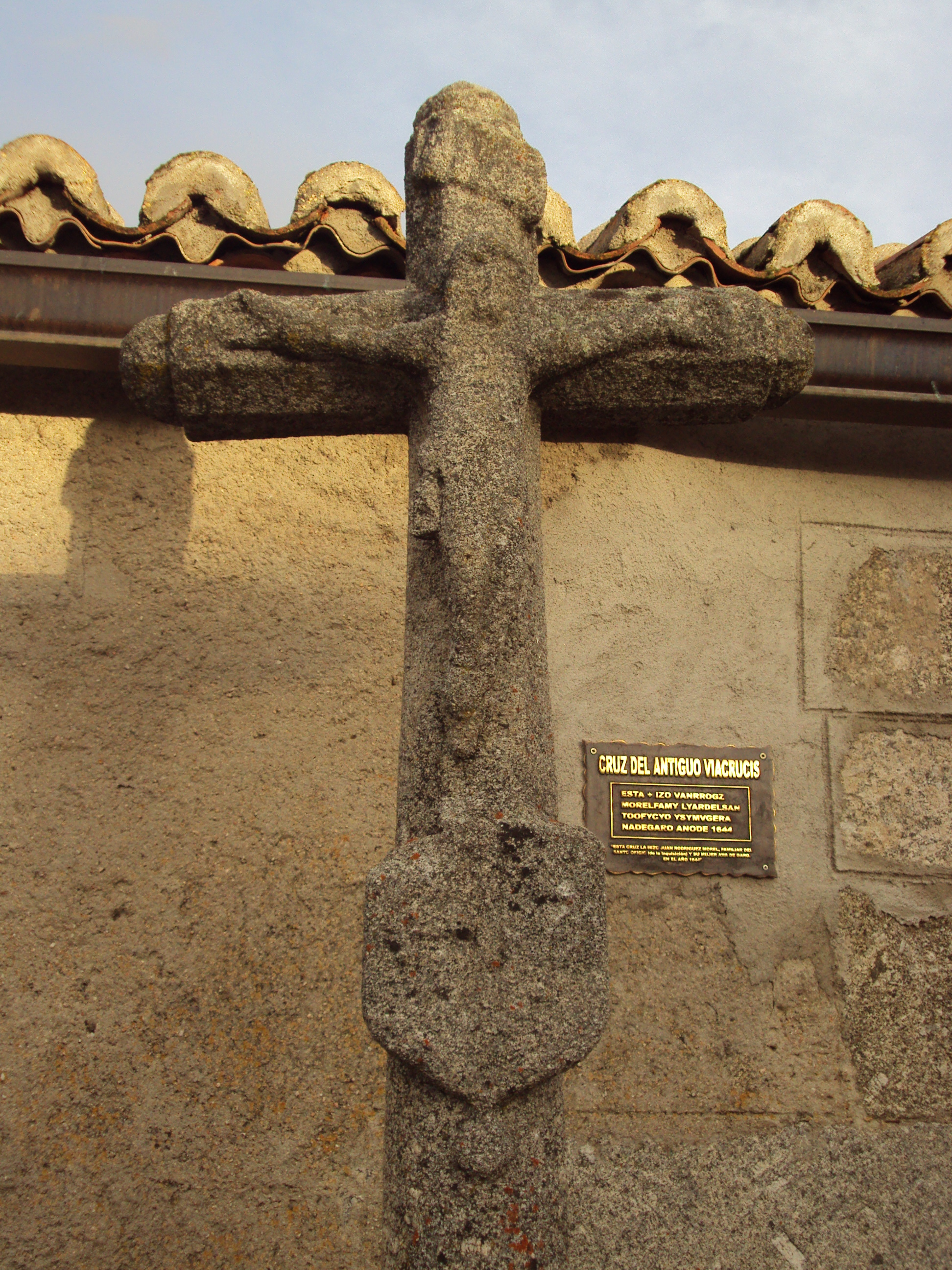
Kreuz mit Kruzifixus

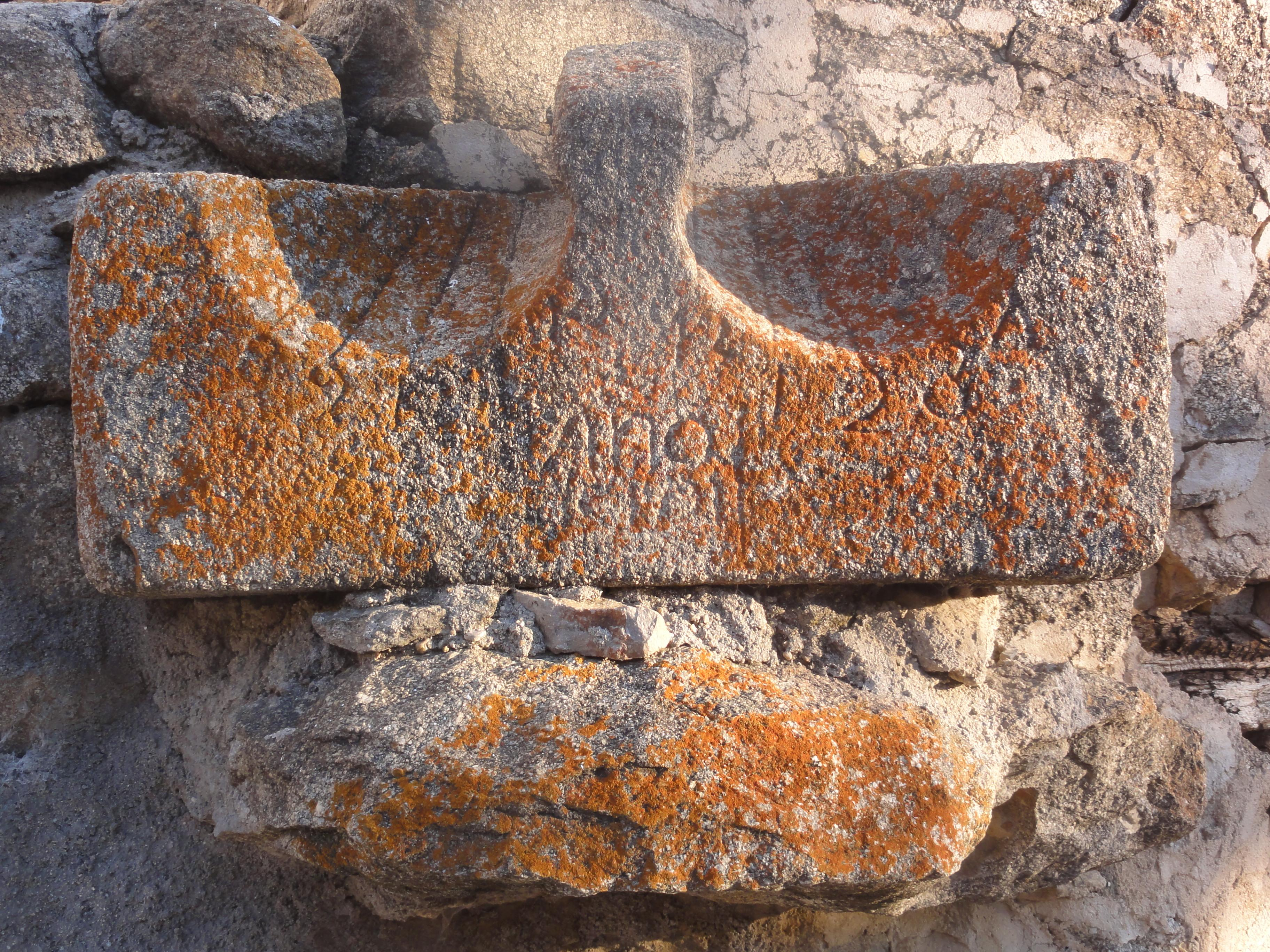
Sonnenuhr

## Sehenswürdigkeiten
- Die Kirche San Martín ist ein langgestreckter einschiffiger Bau aus Bruchsteinmauerwerk. Sie verfügt über einen Glockengiebel und eine Südvorhalle (portico), wie auch an einigen Kirchen der Provinz Ávila zu finden sind.
- Ein Steinkreuz nahe der Kirche zeigt ein bereits arg verwittertes Kruzifix, das wahrscheinlich zu einem Kreuzweg gehörte.
- In einer Hauswand befindet sich eine Sonnenuhr aus dem 16./17. Jahrhundert.
- Zu Beginn des neuen Jahrtausends wurde ein kleines Museum (museo etnográfico) eingerichtet, in welchem Haushalts- und Ackergerätschaften aus den vergangenen Jahrhunderten präsentiert werden. Außerdem sind die verschiedenen traditionellen Handwerke (Schuster, Schmied, Zimmermann etc.) mit den für ihren Beruf charakteristischen Werkzeugen vertreten.